# Toyone
Toyone (豊根村?) è un villaggio giapponese della prefettura di Aichi.